# Encheloclarias kelioides
Encheloclarias kelioides és una espècie de peix de la família dels clàrids i de l'ordre dels siluriformes.

## Morfologia
Els mascles poden assolir els 6,5 cm de llargària total.

## Distribució geogràfica
Es troba a la Malàisia peninsular i a Sumatra (Indonèsia).